# سیارک ۶۱۷۰
سیارک ۶۱۷۰ (به انگلیسی: 6170 Levasseur، نامگذاری:1981GP) شش هزار و صد و هفتادمین سیارک کشف شده‌است که در ۵ آوریل ۱۹۸۱ کشف شد.
قدر مطلق سیارک برابر ۱۳٫۷۰ است.